# Courtonne-les-Deux-Églises
Ne doit pas être confondu avec Courtonne-la-Meurdrac.
Courtonne-les-Deux-Églises est une commune française, située dans le département du Calvados en région Normandie, peuplée de 629 habitants.

## Géographie
La commune, dont l'activité est essentiellement agricole, se trouve en pays d'Auge, le long du cours de la Courtonne, affluent de l'Orbiquet. Son bourg est à 8,5 km au nord de Orbec, à 11 km au sud-ouest de Thiberville et à 13 km au sud-est de Lisieux.
| Courtonne-la-Meurdrac, Saint-Denis-de-Mailloc       | Cordebugle                                   | La Chapelle-Hareng (Eure)                       |
|                                                     | Courtonne-les-Deux-Églises                   | Le Planquay (Eure) Saint-Mards-de-Fresne (Eure) |
| Valorbiquet (comm. dél. de Saint-Julien-de-Mailloc) | Valorbiquet (comm. dél. de La Chapelle-Yvon) | Saint-Germain-la-Campagne (Eure)                |

### Hydrographie
La commune est située dans le bassin Seine-Normandie. Elle est drainée par la Courtonne, le ruisseau de la Tuilerie, le fossé 01 de la commune de Courtonne-les-Deux-Eglises, le fossé 02 de la commune de Courtonne-les-Deux-Eglises, le fossé 04 de la commune de Courtonne-les-Deux-Eglises, le ruisseau de la Boulaie et un autre petit cours d'eau,.
La Courtonne, d'une longueur de 17 km, prend sa source dans la commune de Saint-Mards-de-Fresne et se jette  dans l'Orbiquet à Glos, après avoir traversé six communes. 

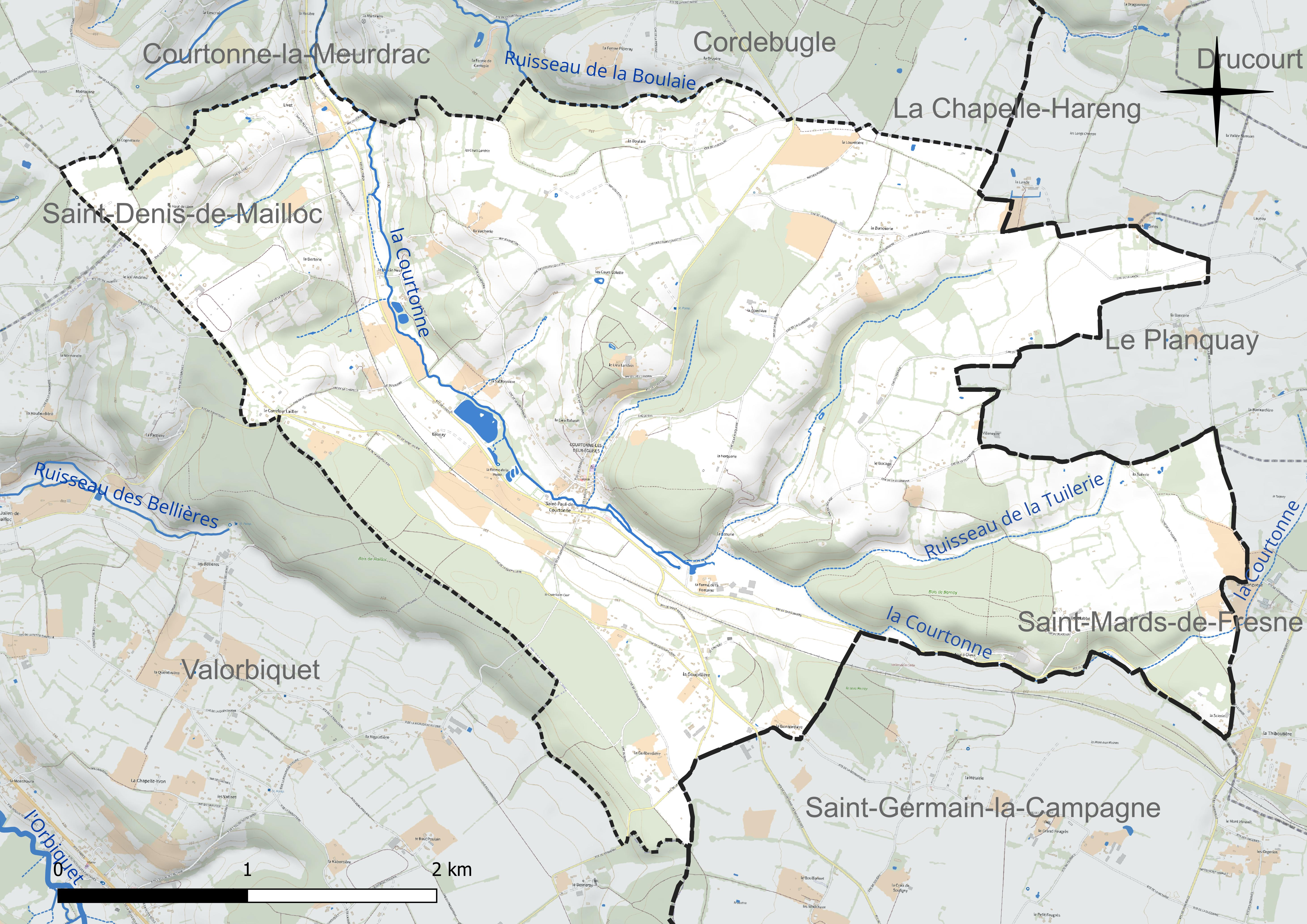
Réseau hydrographique de Courtonne-les-Deux-Églises.

### Climat
Pour des articles plus généraux, voir Climat de la Normandie et Climat du Calvados.
En 2010, le climat de la commune est de type climat océanique dégradé des plaines du Centre et du Nord, selon une étude du CNRS s'appuyant sur une série de données couvrant la période 1971-2000. En 2020, Météo-France publie une typologie des climats de la France métropolitaine dans laquelle la commune est exposée à un climat océanique et est dans la région climatique  Côtes de la Manche orientale, caractérisée par un faible ensoleillement (1 550 h/an) ; forte humidité de l'air (plus de 20 h/jour avec humidité relative > 80 % en hiver), vents forts fréquents. Parallèlement le GIEC normand, un groupe régional d'experts sur le climat, différencie quant à lui, dans une étude de 2020, trois grands types de climats pour la région Normandie, nuancés à une échelle plus fine par les facteurs géographiques locaux. La commune est, selon ce zonage, exposée à un « climat contrasté des collines », correspondant au Pays d'Auge, Lieuvin et Roumois, moins directement soumis aux flux océaniques et connaissant toutefois des précipitations assez marquées en raison des reliefs collinaires qui favorisent leur formation.
Pour la période 1971-2000, la température annuelle moyenne est de 10,4 °C, avec  une amplitude thermique annuelle de 13,4 °C. Le cumul annuel moyen de précipitations est de 852 mm, avec 13,1 jours de précipitations en janvier et 8,6 jours en juillet. Pour la période 1991-2020, la température moyenne annuelle observée sur la station météorologique la plus proche, située sur la commune de Lisieux à 13 km à vol d'oiseau, est de 11,7 °C et le cumul annuel moyen de précipitations est de 881,4 mm,. Pour l'avenir, les paramètres climatiques de la commune estimés pour 2050 selon différents scénarios d'émission de gaz à effet de serre sont consultables sur un site dédié publié par Météo-France en novembre 2022.

## Urbanisme

### Typologie
Au 1er janvier 2024, Courtonne-les-Deux-Églises est catégorisée commune rurale à habitat dispersé, selon la nouvelle grille communale de densité à 7 niveaux définie par l'Insee en 2022.
Elle est située hors unité urbaine. Par ailleurs la commune fait partie de l'aire d'attraction de Lisieux, dont elle est une commune de la couronne,. Cette aire, qui regroupe 57 communes, est catégorisée dans les aires de 50 000 à moins de 200 000 habitants,.

### Occupation des sols
L'occupation des sols de la commune, telle qu'elle ressort de la base de données européenne d'occupation biophysique des sols Corine Land Cover (CLC), est marquée par l'importance des territoires agricoles (79,4 % en 2018), en diminution par rapport à 1990 (81 %). La répartition détaillée en 2018 est la suivante : 
prairies (63,1 %), forêts (20,6 %), terres arables (16,3 %). L'évolution de l'occupation des sols de la commune et de ses infrastructures peut être observée sur les différentes représentations cartographiques du territoire : la carte de Cassini (XVIIIe siècle), la carte d'état-major (1820-1866) et les cartes ou photos aériennes de l'IGN pour la période actuelle (1950 à aujourd'hui).

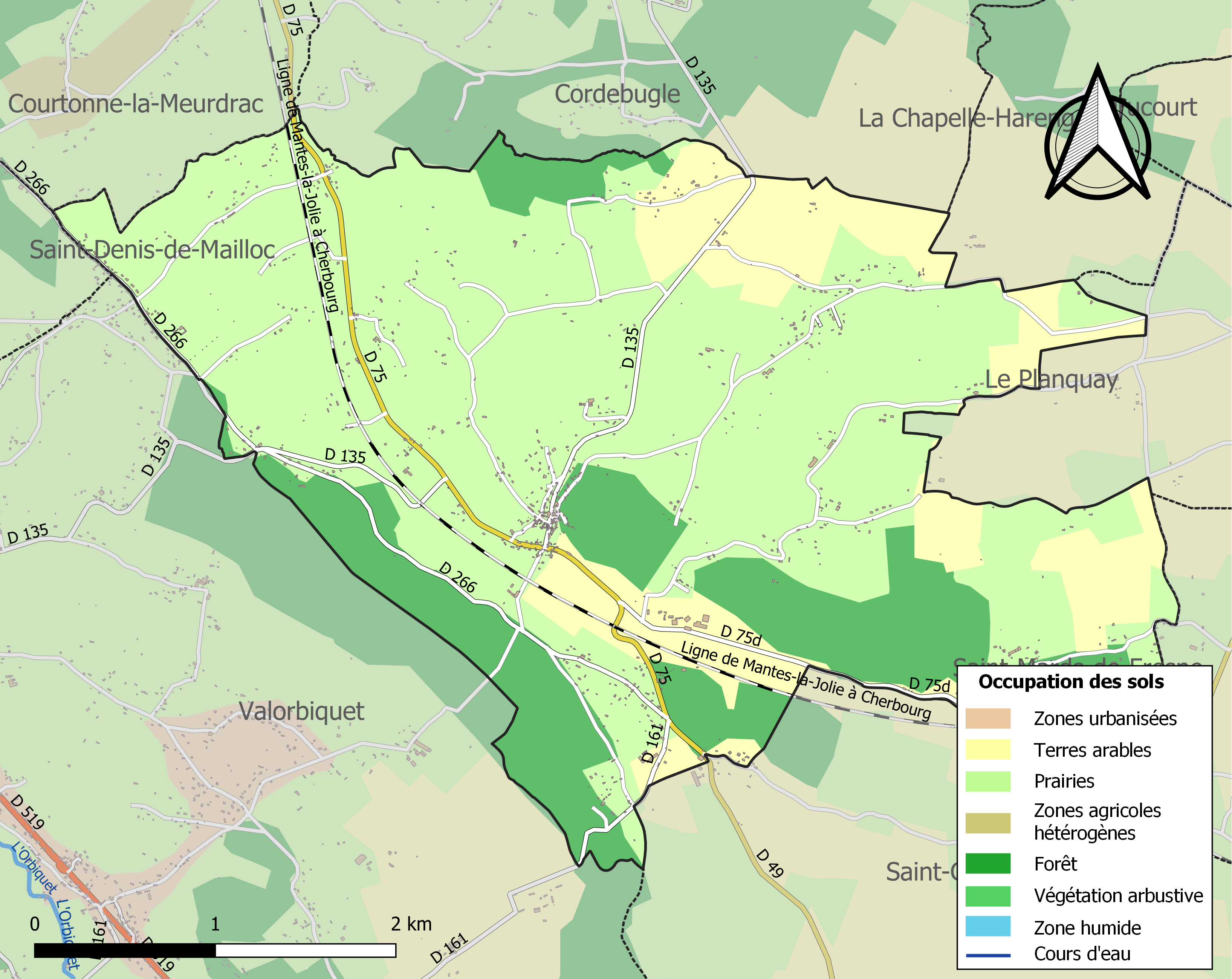
Carte des infrastructures et de l'occupation des sols de la commune en 2018 (CLC).

## Toponymie
Le nom de la localité est attesté sous la forme Curtona en 1027 (pouillé de Lisieux, p. 24, note), Cortena en 1264 (cartul. de Friardel), Cortona in Ascemont 1228 (ch. de l'hospice de Lisieux, n° 36), Cortonna Abbatis en 1273 (cartul. norm. p. 195, n° 836).
Le toponyme, Courtonne, correspond à un hydronyme en -onna, élément pré-latin, utilisé fréquemment pour former des noms de fleuves et de rivières. La rivière Courtonne traverse le village.
Le nom de lieu Courtonne se retrouve également dans Courtonne-la-Meurdrac et est aussi porté par la rivière qui les traverse.
Le déterminant complémentaire les-Deux-Églises est récent (1972) : il s'explique par la fusion des deux communes, anciennes paroisses, situées de part et d'autre de la rivière appelée Courtonne, ayant chacune déjà leur église : Courtonne-la-Ville et Saint-Paul-de-Courtonne.
Albert Dauzat hésite sur l'étymologie à accorder au toponyme Courtonne. Il suggère un dérivé de cortēm « domaine » (comprendre gallo-roman CORTE « domaine rural, ferme, cour de ferme ») ou un nom de personne latin *Curtonnus (non attesté) dérivé de Curtus (Curtius ?), c'est-à-dire un type Curtonna (villa) pour lequel villa « domaine rural » est suggéré, sans grande conviction cependant. Ce qui pour Albert Dauzat reste hypothétique devient une certitude chez René Lepelley qui, sans citer de forme ancienne, propose une variante romane du nom Curtonnus, à savoir Curtonius, comprendre sans doute un nom de personne pris absolument.
Remarques : le *Curtonius de R. Lepelley ne semble pas attesté lui non plus, en outre son évolution aurait dû se faire en *Courtoine (comme Antonius > Antoine). Enfin, les toponymes constitués d'un nom de personne pris de manière absolue sont rares en Normandie. Aucun des auteurs n'a songé à rapprocher Courtonne des autres noms de lieux en -tonne de Normandie et de Courton, hameau du Theil (Calvados). Les toponymes en -tonne (tels Brotonne, Hautonne, Martonne, etc.) remontent à l'ancien scandinave tún ou à l'ancien saxon tūn « ferme, terrain enclos, champ autour d'une ferme.. ». Dans cette perspective le premier élément Cur[t]- serait le même que dans Curthelmi (charte de Richard II de Normandie), puis Corhulma en 1032 - 10351, anciennes attestations de Grand-Couronne / Petit-Couronne, issues d'un ancien nom scandinave en -holmr désignant une île de la Seine. Cependant la forme précoce Curtona en 1027 et la présence d'un lieu Courtonne en Picardie semble s'opposer à l'étymologie scandinave, bien qu'on ne puisse pas écarter l'hypothèse d'un nom de lieu en -tūn saxon ou *-tūn vieux bas francique pour cette région. Enfin, le fait que la rivière elle-même s'appelle Courtonne permet de suggérer également un hydronyme en -onna élément pré-latin utilisé fréquemment pour former des noms de fleuves et de rivières. Comme dans de nombreux cas, la rivière aura donné son nom au village qui la borde (cf. Fécamp, Dieppe, etc.).
Livet, nom d'un hameau, est un type toponymique courant en Normandie mais rare ailleurs. Il procède du mot if désignant l'arbre, dont la terminaison -et représente le suffixe gallo-roman -ETU servant à désigner un ensemble d'arbre appartenant à la même espèce et qui normalement s'écrit -ey ou -ay en toponymie et dont la forme féminine a donné le suffixe -aie (chênaie, hêtraie, etc.). La graphie -et est inspirée du suffixe diminutif. le L' initial représente l'article défini qui s'est agglutiné.
Le gentilé est Courtonnais.

## Histoire
Courtonne-les-Deux-Églises est issue en 1972 de la fusion des communes de Courtonne-la-Ville (333 habitants en 1968, au nord, sur la rive droite de la Courtonne) et de Saint-Paul-de-Courtonne (205 habitants, au sud sur la rive gauche). Cette dernière avait auparavant absorbé en 1824 la commune de Livet, au nord-est, qui comptait 46 habitants (1821), Saint-Paul-de-Courtonne en comptant alors 406,,.
À la création des cantons en 1793, Courtonne-la-Ville est chef-lieu de canton. Ce canton est supprimé lors du redécoupage cantonal de l'an IX (1801).

## Politique et administration
| Période                                  | Période    | Identité             | Étiquette | Qualité                           |
| ---------------------------------------- | ---------- | -------------------- | --------- | --------------------------------- |
| avant 1981                               | ?          | Bernard Lambert      | PS        |                                   |
| mars 1987                                | mars 2001  | Marie-Thérèse Leroux |           | Agricultrice                      |
| mars 2001                                | avril 2014 | Georges Piel         | SE        | Enseignant                        |
| avril 2014                               | En cours   | Déborah Dutot        | SE        | Professeur d'économie et de droit |
| Les données manquantes sont à compléter. |            |                      |           |                                   |

## Démographie
L'évolution du nombre d'habitants est connue à travers les recensements de la population effectués dans la commune depuis 1793. Pour les communes de moins de 10 000 habitants, une enquête de recensement portant sur toute la population est réalisée tous les cinq ans, les populations de référence des années intermédiaires étant quant à elles estimées par interpolation ou extrapolation. Pour la commune, le premier recensement exhaustif entrant dans le cadre du nouveau dispositif a été réalisé en 2006.
En 2022, la commune comptait 629 habitants, en évolution de −4,55 % par rapport à 2016 (Calvados : +1,58 %, France hors Mayotte : +2,11 %).
Courtonne-la-Ville a compté jusqu'à 987 habitants en 1831 et c'est dix ans plus tard que Saint-Paul-de-Courtonne a atteint son maximum démographique avec 410 habitants.
| 1793 | 1800 | 1806 | 1821 | 1831 | 1836 | 1841 | 1846 | 1851 |
| ---- | ---- | ---- | ---- | ---- | ---- | ---- | ---- | ---- |
| 940  | 871  | 934  | 953  | 987  | 942  | 881  | 830  | 802  |

| 1856 | 1861 | 1866 | 1872 | 1876 | 1881 | 1886 | 1891 | 1896 |
| ---- | ---- | ---- | ---- | ---- | ---- | ---- | ---- | ---- |
| 733  | 764  | 700  | 644  | 601  | 546  | 509  | 472  | 413  |

| 1901 | 1906 | 1911 | 1921 | 1926 | 1931 | 1936 | 1946 | 1954 |
| ---- | ---- | ---- | ---- | ---- | ---- | ---- | ---- | ---- |
| 460  | 411  | 410  | 387  | 371  | 365  | 317  | 370  | 361  |

| 1962 | 1968 | 1975 | 1982 | 1990 | 1999 | 2006 | 2011 | 2016 |
| ---- | ---- | ---- | ---- | ---- | ---- | ---- | ---- | ---- |
| 368  | 333  | 487  | 440  | 471  | 541  | 582  | 670  | 659  |

| 2021 | 2022 | - | - | - | - | - | - | - |
| ---- | ---- | - | - | - | - | - | - | - |
| 635  | 629  | - | - | - | - | - | - | - |

## Économie
Agriculture et artisanat.

## Lieux et monuments
- Église Saint-Martin de Courtonne du XIXe siècle.
- Église Saint-Paul des XVe – XIXe siècles abritant un ancien baptistère du XVe et un tabernacle en bois peint du XVIIe.
- Vestiges d'une motte féodale tronconique haute de 10 m[32], dans la forêt, au lieu-dit la Motte-Robin[33].
- Lavoir du XIXe siècle.
- Sentier de randonnée balisé.

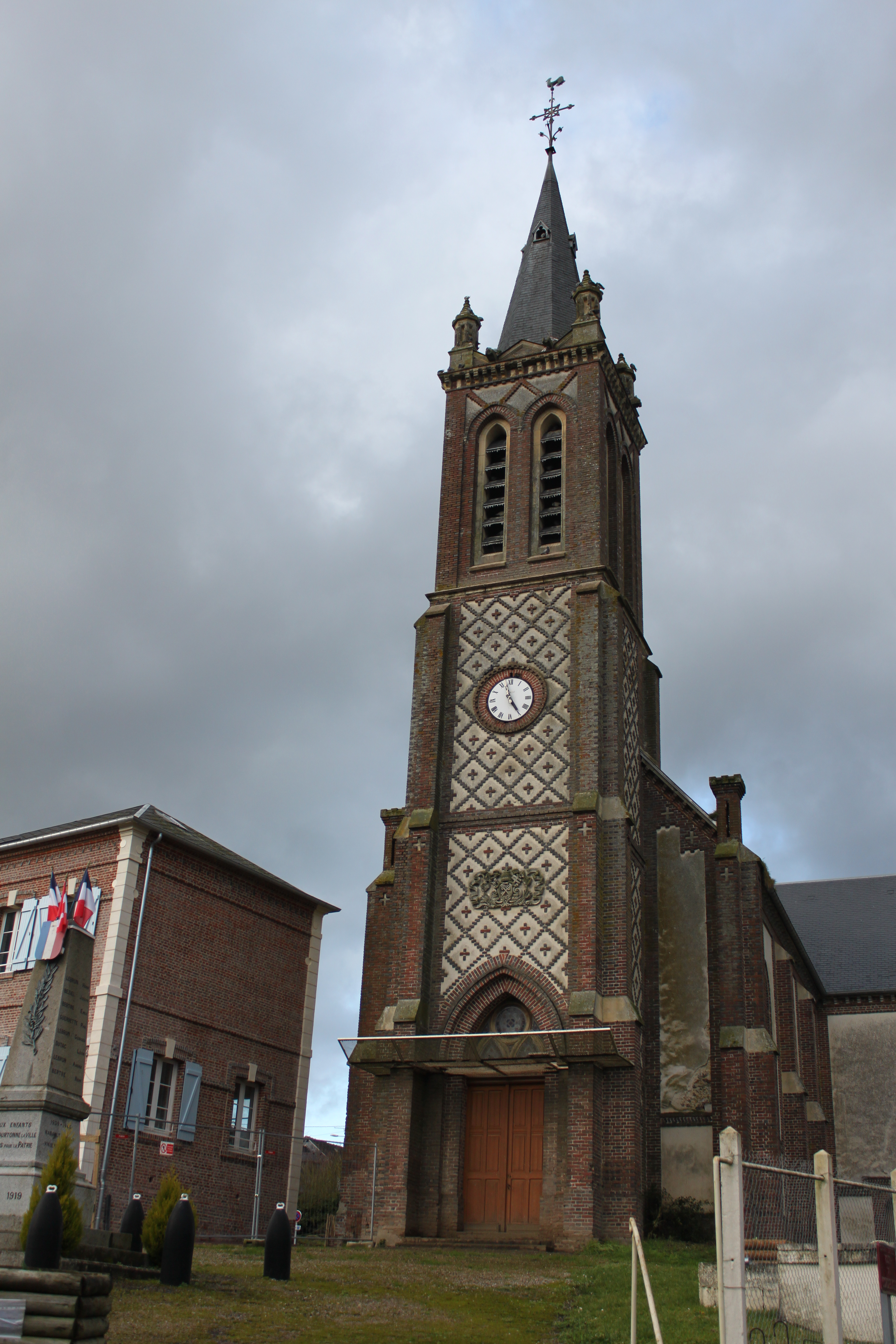
L'église Saint-Martin.
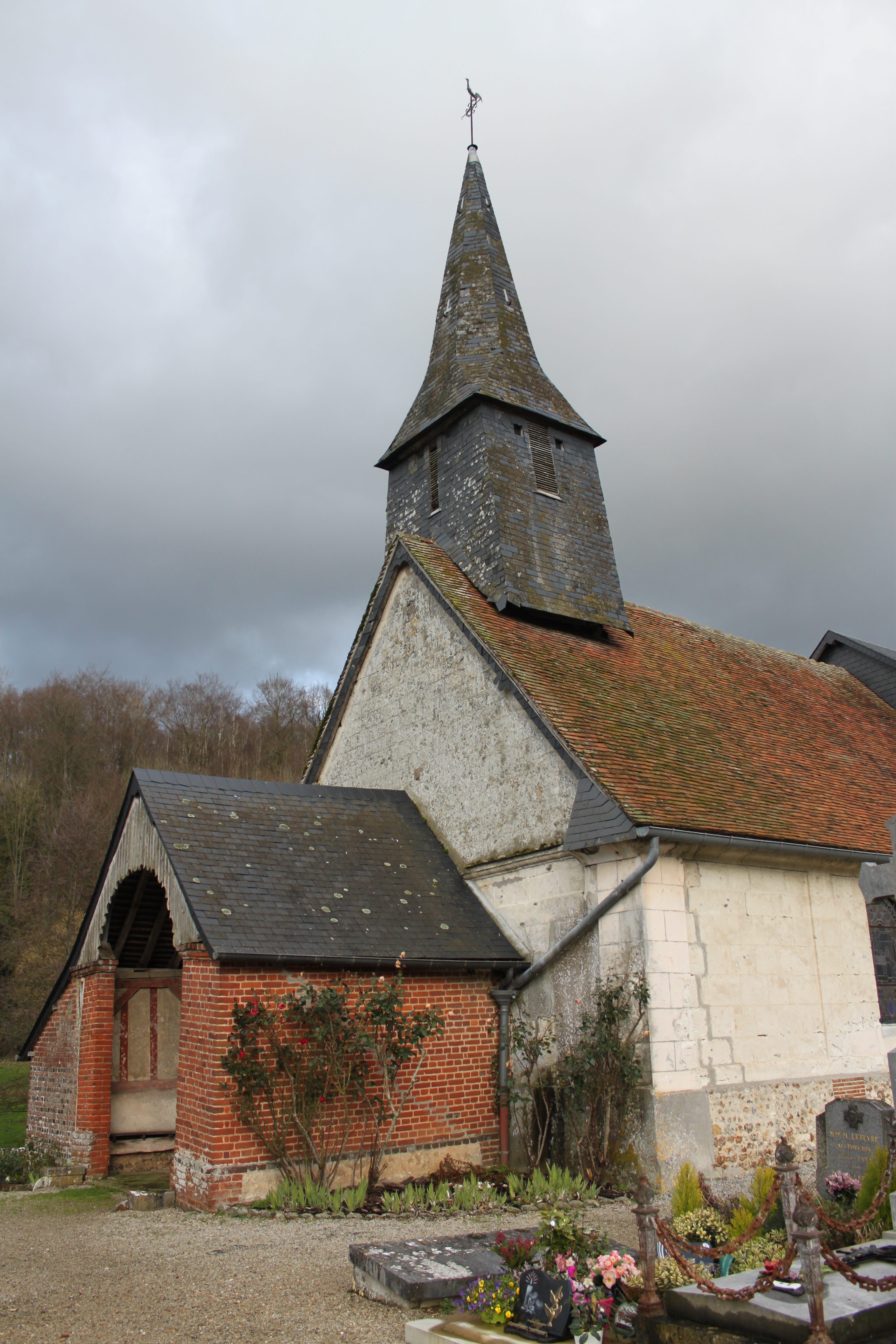
L'église Saint-Paul.
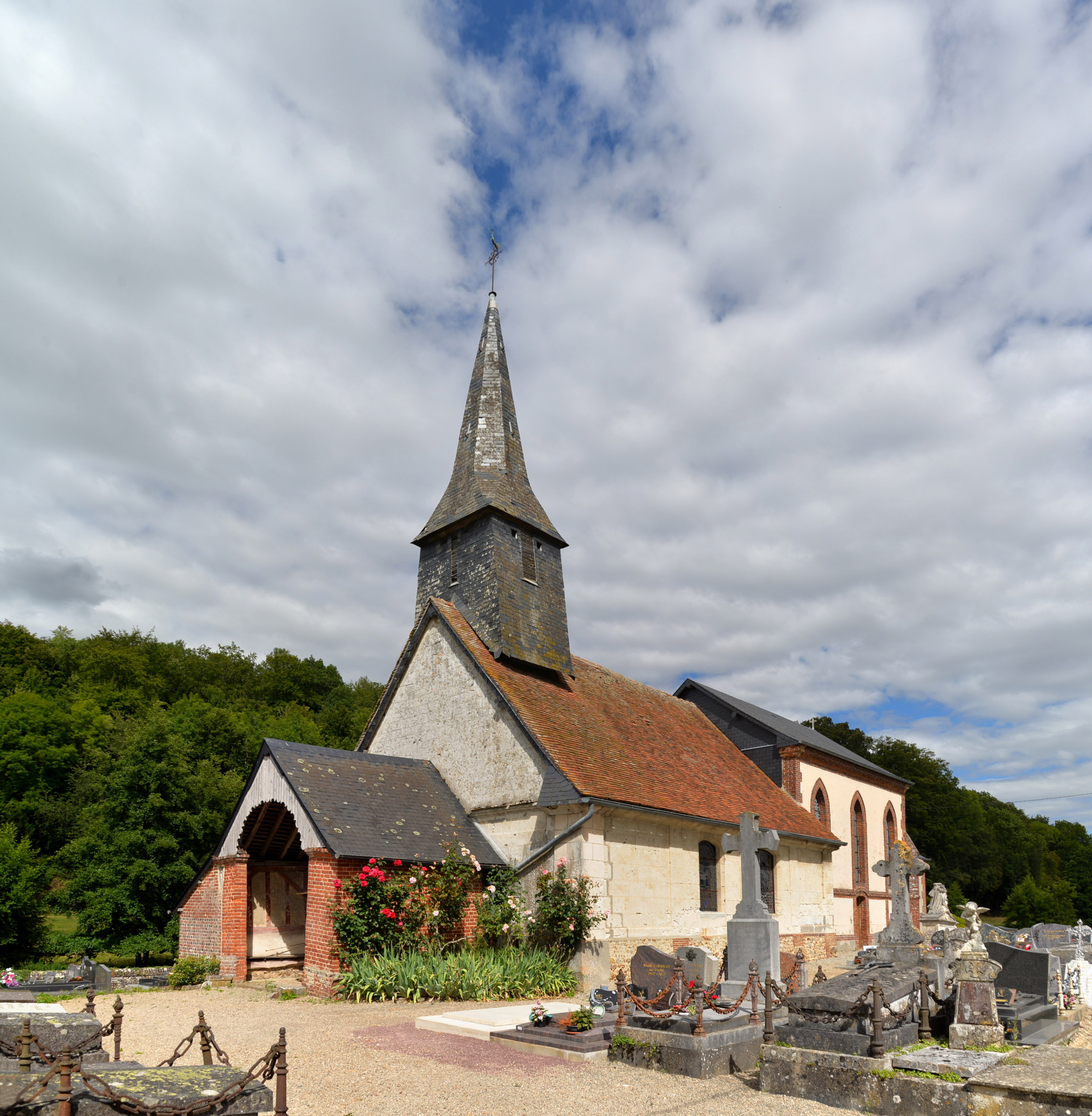
L'église Saint-Paul.
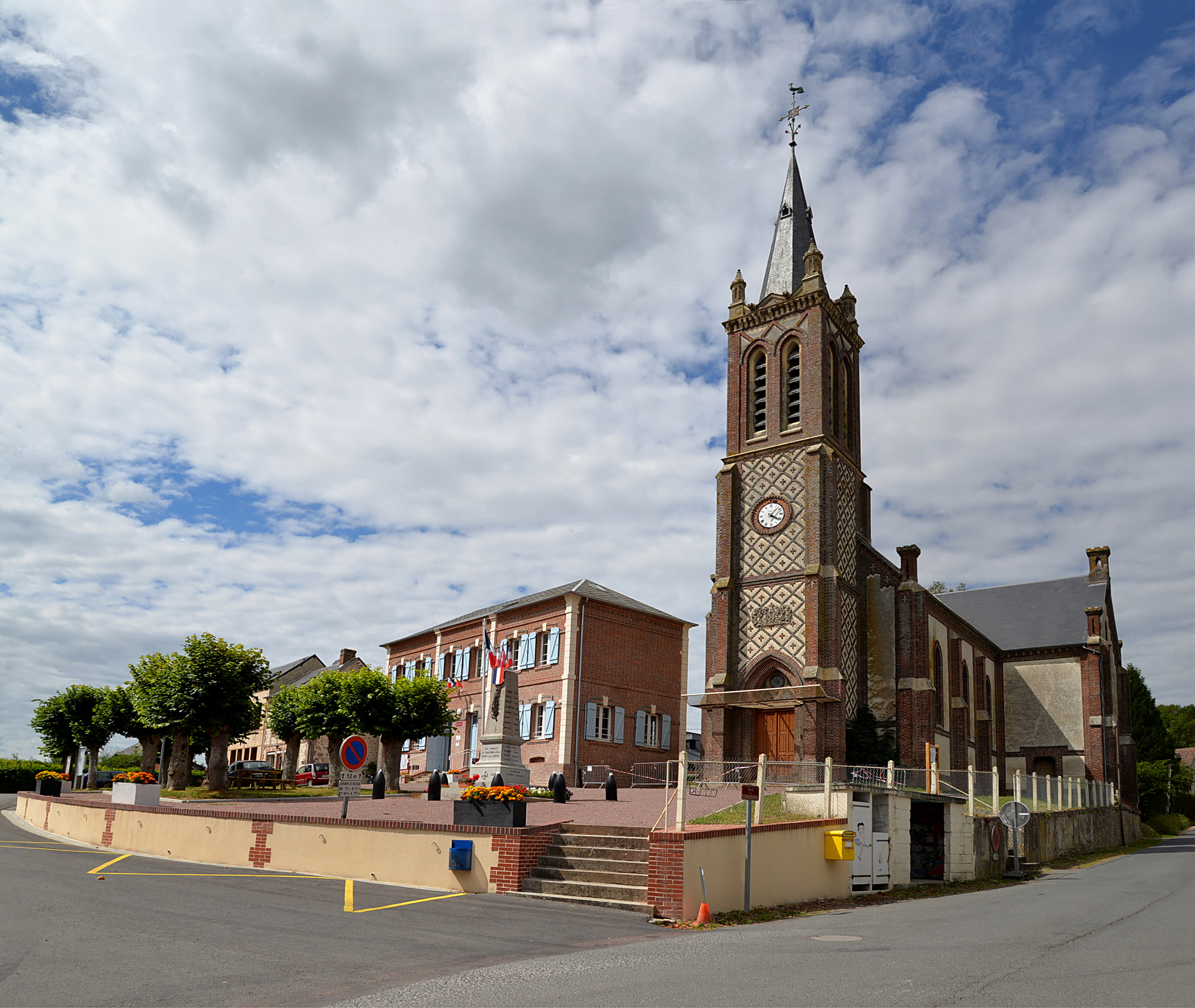
La mairie et l'église Saint-Martin.
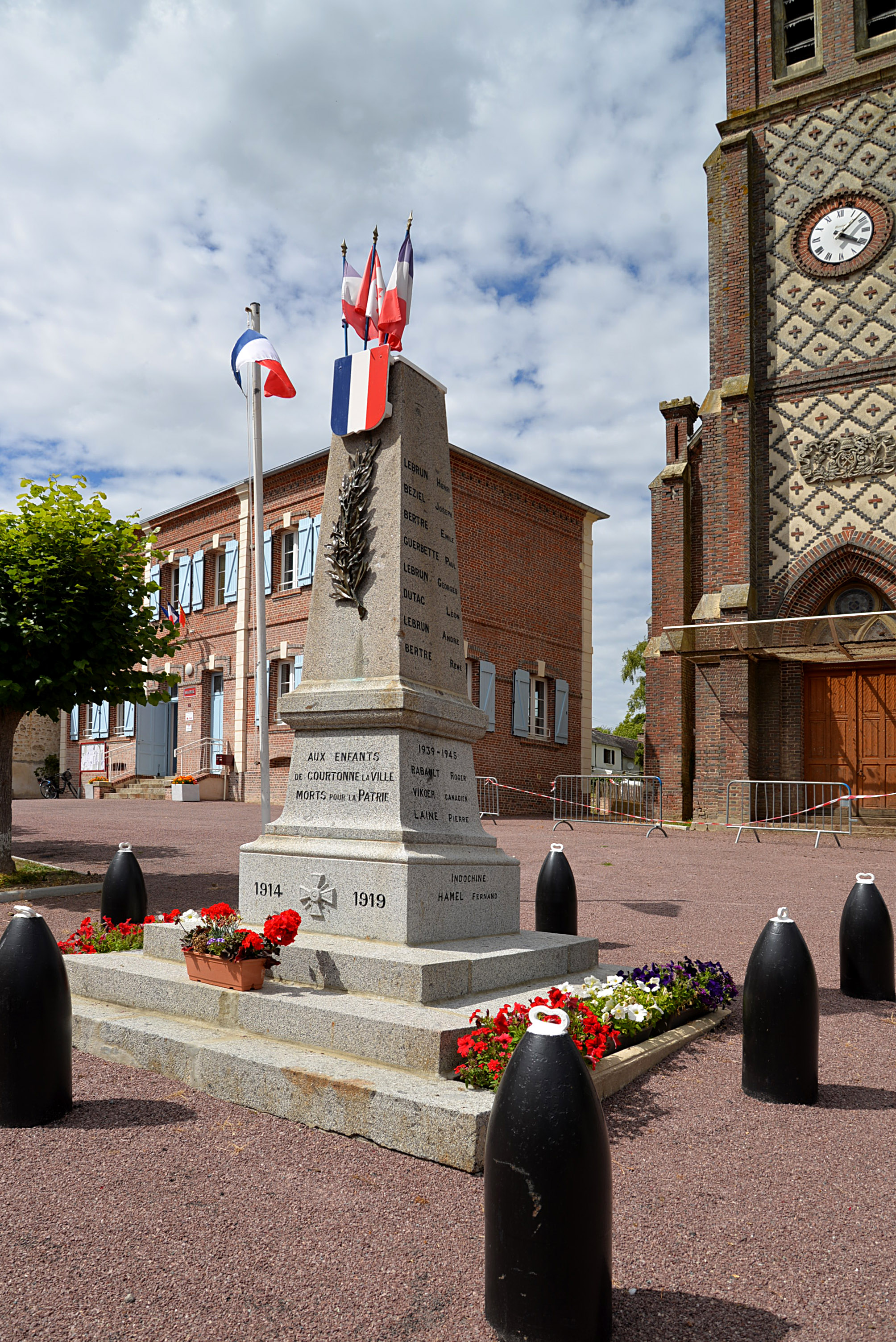
Le monument aux morts.
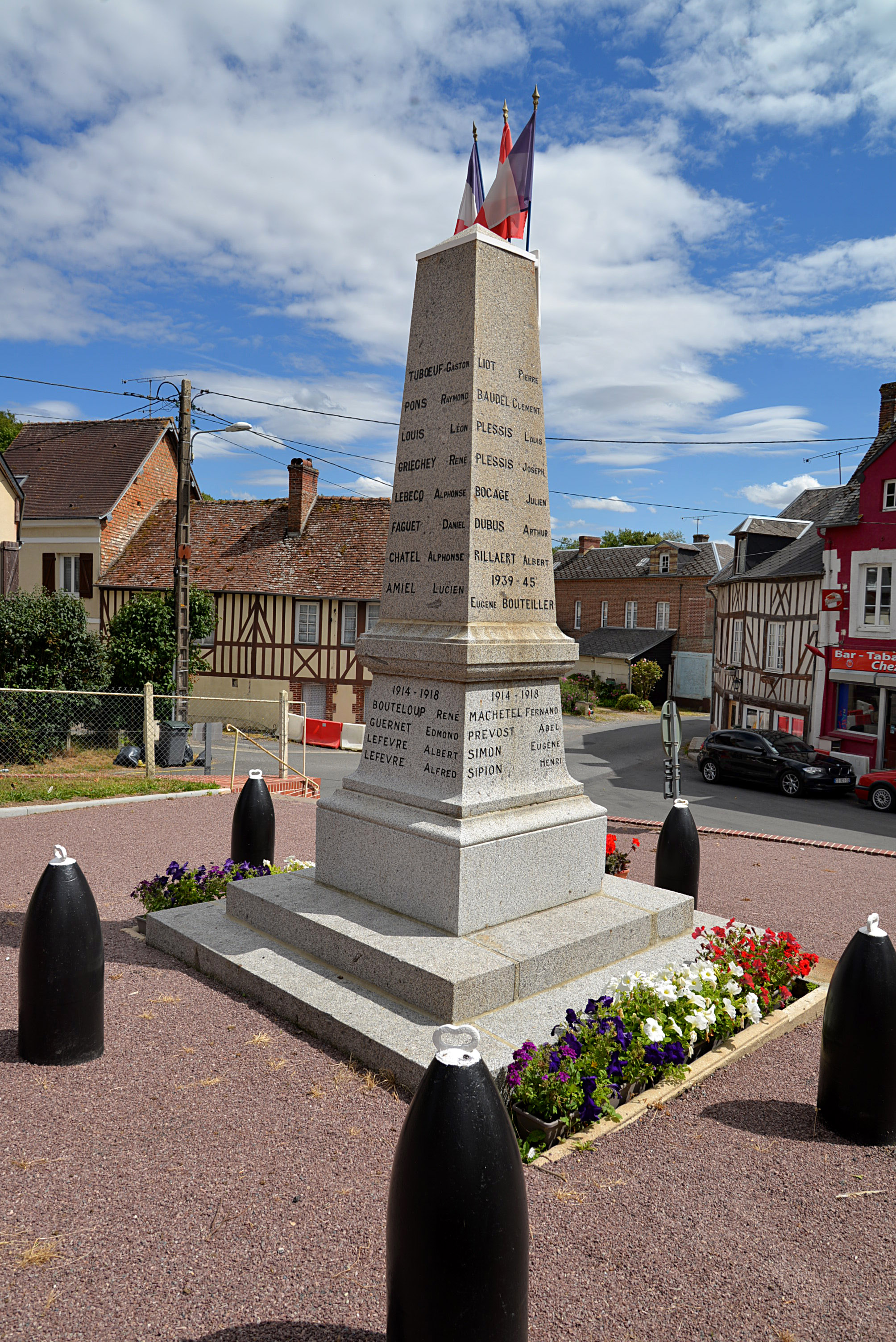
Le monument aux morts.
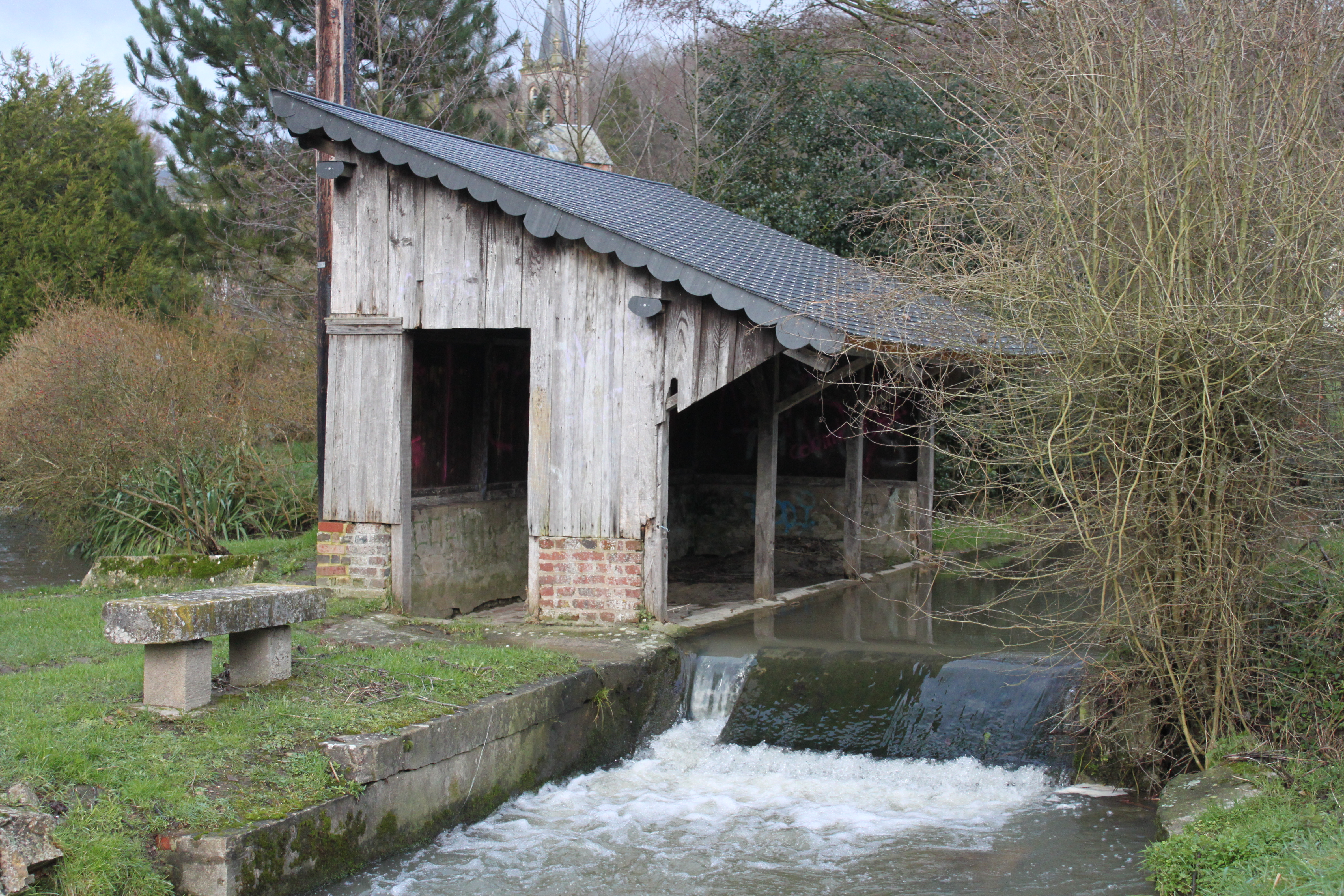
Lavoir sur la Courtonne.

## Activité et manifestations

### Jumelages
- Mar Lodj (Sénégal) : association humanitaire.

### Sports
L'Étoile sportive courtonnaise fait évoluer deux équipes de football en divisions de district.

### Courtonne-les-Deux-Églises dans les arts
Mes séances de lutte, film de Jacques Doillon sorti en 2013, y a été tourné.

## Personnalités liées à la commune
- Gaston Le Révérend (1885 à Saint-Paul-de-Courtonne - 1962), poète et écrivain normand.